# Josep Maria Juan Bernabeu
Josep Maria Juan Bernabeu   (Onil, 11 de març de 1985) és un expilot de trial valencià. L'any 2003 va guanyar el Campionat d'Europa de trial juvenil en la categoria de 250 cc i el 2004 el Campionat del Món de trial júnior amb Sherco. Des d'aleshores va estar competint en el Campionat del Món de trial i en el Campionat d'Espanya. L'any 2005 va passar a pilotar una Montesa, canviant el 2006 a Beta. L'any següent, 2007, va abandonar definitivament la competició.

## Palmarès en trial
| Any          | Motocicleta  | C. del Món outdoor | C. d'Espanya outdoor | C. d'Espanya indoor | Altres                        |
| ------------ | ------------ | ------------------ | -------------------- | ------------------- | ----------------------------- |
| 2003         | Sherco       | -                  | 17è                  | -                   | Campió d'Europa juvenil 250cc |
| 2004         | Sherco       | -                  | 16è                  | -                   | Campió del Món júnior         |
| 2005         | Montesa/Beta | 20è                | 7è                   | 10è                 |                               |
| 2006         | Beta         | 29è                | 12è                  | -                   |                               |
| Total títols | Total títols | 0                  | 0                    | 0                   | 2                             |

1. ↑   Al total de títols s'hi compten tots els campionats internacionals guanyats